# 陶興昌
陶 興昌（すえ おきまさ）は、戦国時代の武将。大内氏家臣。陶興房の長男で、隆房（晴賢）の兄。

## 生涯

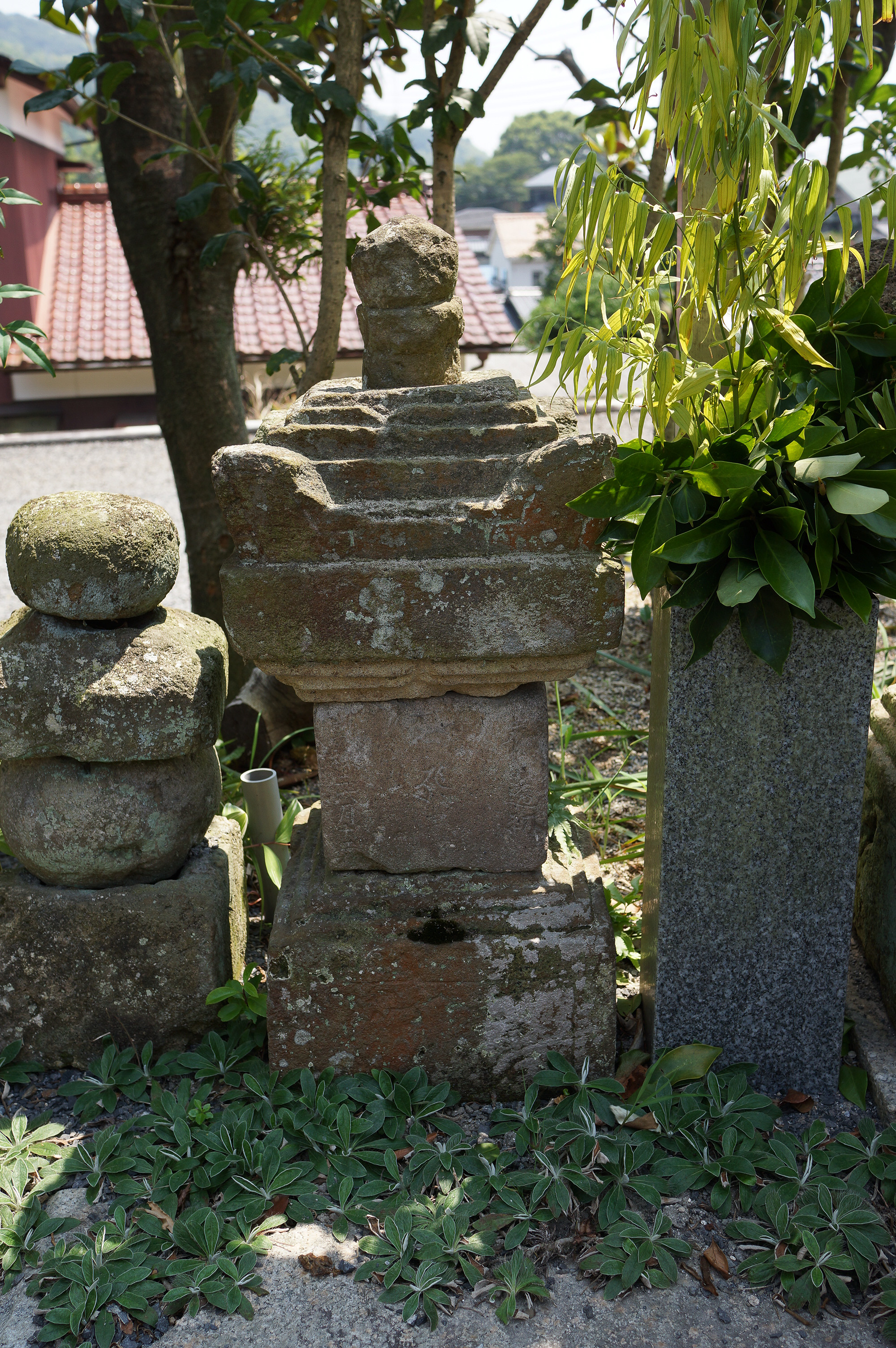
海印寺（山口県周南市大字下上横矢）に安置されている陶興昌供養のための宝篋印塔。

永正元年（1504年）、興昌は陶興房の長男として生まれた。

### 安芸国からの帰陣
戦国時代の厳島神社神官野坂房顕の覚書には、大永5年（1525年）3月18日、父の陶興房とともに安芸国佐西郡に在陣していた「陶ノ次郎興次」が、療養の為に帰国する際のことが記されている。この「次郎興次」が当時の興昌であったと推定される。父興房は大永2年（1523年）から同国において、安芸武田氏の武田光和や厳島神主家の友田興藤らと激しい戦いを繰り広げていた。
興昌は岩戸（現・広島県廿日市市佐方）の陣から、船で帰国の途についた。父興房は沖まで出て見送った。他にも厳島に駐屯していた弘中武長や大内方水軍の諸将、野坂房顕らが船中に挨拶の為に訪れた。父子の別離に、武長らは涙していたと房顕は覚書に記している。

### 最期
享禄2年（1529年）4月23日、興昌は死去した。享年は25歳とされる。山口県周南市大字下上横矢にある海印寺には興昌の供養塔が保存されている。小宝篋印塔の塔身には「春翁透初/享禄二六月十二日」とあり、興昌の法名と紀年が刻まれている。興昌の死去後四十九日の造立であったことが分かる。